# Sea of Cowards
Sea of Cowards es el segundo álbum de estudio de la banda estadounidense de rock alternativo The Dead Weather. Fue lanzado por primera vez el 7 de mayo de 2010 en Irlanda, a continuación, el 11 de mayo de 2010 en los Estados Unidos, y el 10 de mayo de ese mismo año en el Reino Unido.
El álbum fue lanzado a través del sitio web de la banda y en formato vinilo por un período de 24 horas del 30 de abril al 1 de mayo. Posteriormente estuvo disponible en diversos sitios web tales como National Public Radio y KCRW.

## Lista de canciones
| N.º | Título                         | Escritor(es)                     | Duración |  |
| 1.  | «Blue Blood Blues»             | Dean Fertita/Jack Lawrence/White | 3:22     |  |
| 2.  | «Hustle and Cuss»              | Lawrence/Mosshart                | 3:45     |  |
| 3.  | «The Difference Between Us»    | Mosshart/White                   | 3:37     |  |
| 4.  | «I'm Mad»                      | Fertita/Lawrence/Mosshart/White  | 3:16     |  |
| 5.  | «Die by the Drop»              | Fertita/Lawrence/Mosshart        | 3:29     |  |
| 6.  | «I Can't Hear You»             | Fertita/Lawrence/Mosshart/White  | 3:35     |  |
| 7.  | «Gasoline»                     | Fertita/Lawrence/Mosshart/White  | 2:44     |  |
| 8.  | «No Horse»                     | Fertita/Lawrence/Mosshart/White  | 2:49     |  |
| 9.  | «Looking at the Invisible Man» | Fertita/White                    | 2:42     |  |
| 10. | «Jawbreaker»                   | Fertita/Lawrence/Mosshart        | 2:58     |  |
| 11. | «Old Mary»                     | White                            | 2:53     |  |

## Título del álbum
Jack White explica el título del álbum al diario The Sun:

"El título del álbum hace referencia a la forma en que Internet permite a las personas a escupir veneno y echar a las personas de una manera cobarde utilizando nombres falsos. Me parece que la gente no le está enseñando nada a esta generación acerca de la responsabilidad. Internet permite a las personas hacer una declaración que todo el mundo puede leer y escuchar, pero son demasiado cobardes para dejar su nombre real".

## Personal
- Alison Mosshart: voz, guitarra rítmica, sintetizador;
- Jack White: batería, voz, guitarra;
- Dean Fertita: órgano, piano, sintetizador, guitarra;
- Jack Lawrence: bajo, batería.